# Неоклис Казазис
Неоклис Казазис (на гръцки: Νεοκλής Καζάζης) е гръцки археолог и университетски професор.

## Биография
Роден е в 1849 година в Петра на Лесбос. Учи във Франция и Германия. Казазис е назначен за ръководител на Министерството на вътрешните работи в 1882 година. В 1894 година създава дружеството „Елинисмос“, което има за цел да пропагандира гръцките права върху Македония. Дружеството първоначално организира митинги из Гърция, а по-късно започва активна пропаганда в Европа, чрез издаваното на много езици едноименно списание „Елинисмос“.
Избран е за почетен професор в университета в Атина. По-късно става депутат.
Неоклис Казазис умира в 1936 година.